# 鹿島茂
鹿島 茂（かしま しげる、1949年11月30日 - ）は、日本のフランス文学者、文芸評論家、翻訳家。
専門は19世紀フランス文学。明治大学名誉教授。角川財団学芸賞選考委員。
2024年2月より、横綱審議委員会委員。
息子は写真家の鹿島直。

## 経歴
神奈川県横浜市金沢区出身。神奈川県立湘南高等学校を経て 1973年東京大学文学部仏文科卒業。1978年同大学院人文科学研究科博士課程単位習得満期退学。大学院の指導教官は蓮實重彦。共立女子大学助教授・教授を経て 2008年より明治大学国際日本学部教授。2020年に定年退職。

## 人物
- 鹿島建設の御曹司であるとの噂が流れた事もあった[4]。

- オノレ・ド・バルザック、エミール・ゾラ、ヴィクトル・ユーゴーら19世紀作家を題材にしたエッセイで知られるが、その他にも幅広い分野での評論活動を行っている。

- 当初はフランス文学の研究翻訳を行っていたが、1990年代に入ると活発な執筆活動を開始し、1991年に『馬車が買いたい!』でサントリー学芸賞受賞[5]） 1996年『子供より古書が大事と思いたい』で講談社エッセイ賞[5]） 2000年『パリ風俗』で読売文学賞[1]をそれぞれ受賞した。近年は、セックス関係（セクソロジー）や、人物・街を通じ近代日本を論じた著書も刊行している。

- 常時定期連載を持っており、忙しい時期は月産400枚の原稿を書いている。猫好きでもある。

- 古書マニア（19世紀フランスの希覯書が主な対象）としても有名で[5]、古書収集に対する執着心が強く、家具メーカーに独自の解釈で天井つっぱり式の本棚を作らせたほどである。この本棚は「カシマカスタム」の名で販売されている。

- 高校時代の友人に、東京都内でイタリアン・レストランの「ラ・ボエム」やテクスメクス・レストランの「ゼストキャンティナ」、アジアン・レストランの「モンスーンカフェ」などを経営展開しているグローバルダイニング社長の長谷川耕造がおり、長谷川が2000年に発表した著作『タフ&クール〜TOKYO midnightレストランをつくった男』にはインタビュアーとして登場している。

- 大学の学部3年生から大学院生だった1970年から1978年には、年平均400本の映画を観たほどの映画マニアであり、大学院の試験に失敗した時は、日活への就職を真剣に考えたという。そのこだわりぶりを、後に著書『甦る昭和脇役名画館』で披露した。

- 政治に触れることはあっても党派的な主張はほとんどせず、対談の仕事が多い（対談相手は、福田和也、松原隆一郎、山田登世子、丸谷才一、三浦雅士、井上章一、坪内祐三など）。

- 2017年7月5日、書評アーカイブWEBサイト”ALL REVIEWS”を開設した。明治以来活字メディアに発表されたすべての書評を閲覧可能にする「書評アーカイブ」の構築を目指すという。開設時の参加書評家[6]は、丸谷才一をはじめ逢坂剛、大森望、鴻巣友季子、高遠弘美、高階秀爾、高山宏、谷川渥、張競、豊崎由美、中江有里、永江朗、中野翠、橋爪大三郎、藤森照信、堀江敏幸、松原隆一郎、御厨貴、水野和夫、森まゆみ、四方田犬彦、（以下、故人）池内紀、井上ひさし、木村尚三郎、澁澤龍彦、瀬戸川猛資、種村季弘、出口裕弘、山崎正和、吉本隆明、米原万里。

## 発言など
- 『週刊現代』2008年6月14日号で、天皇制の支持を明言した上で、皇位の女系継承容認論を展開している。その理屈は、皇室の特殊な立場からの結婚の難しさや、社会的な晩婚化とそれに伴った少子化から、皇位を男系男子で安定的に継承するのは無理があるというもの。また女系を容認すると、選択肢が非常に増えてしまうので、一定の制限をかけることが必要だとしている。
- 毎日新聞・2006年1月15日付に掲載された書評で『脳内汚染』（岡田尊司著）を激賞した。ただし同書は、根拠とする研究結果の信憑性や筆者の主張ありきの論理展開、議論の前提となる事実の誤認が指摘されている[7]。脳科学や神経学の立場から、その信憑性に疑問を投げかける声も少なくない。[誰?]

## 著書

### 単著
- 『「レ・ミゼラブル」百六景』 文藝春秋 1987。文春文庫 1994、新装版2012。増補新版・中公文庫 2025.8
- 『新聞王伝説 パリと世界を征服した男ジラルダン』 筑摩書房 1991
  - 改題『新聞王ジラルダン』 ちくま文庫 1997
- 『デパートを発明した夫婦』 講談社現代新書 1991
  - 改題改訂『デパートの誕生』 講談社学術文庫 2023
- 『馬車が買いたい!』 白水社 1991、増補版 2009、新版 2024 - サントリー学芸賞受賞
- 『絶景、パリ万国博覧会　サン・シモンの鉄の夢』 河出書房新社 1992。小学館文庫 2000。講談社学術文庫 2022
- 『パリ時間旅行』 筑摩書房 1993。中公文庫 1999
- 『パリの王様たち ユゴー・デュマ・バルザック 三大文豪大物くらべ』 文藝春秋 1995。文春文庫 1998
- 『この人からはじまる』 新潮社 1995。小学館文庫 2000 - 現代日本人12名の評伝
- 『歴史の風 書物の帆』 筑摩書房 1996。小学館文庫 2009 - 書評集
- 『子供より古書が大事と思いたい』 青土社 1996、増補版 2008、新装版2019。文春文庫 1999 - 講談社エッセイ賞受賞
- 『パサージュ論 熟読玩味』 青土社 1996、新装版2004 - ベンヤミン最後の論考を論じる。
- 『パリ・世紀末パノラマ館』 角川春樹事務所 1996。中公文庫 2000
- 『かの悪名高き 十九世紀パリ怪人伝』 筑摩書房 1997。小学館文庫 2000
- 『明日は舞踏会』 作品社 1997。中公文庫 2000
- 『愛書狂』（角川春樹事務所） 1998 - ゲスナー賞受賞
- 『暇がないから読書ができる』（文藝春秋） 1998 - 読書案内
- 『空気げんこつ』（文春ネスコ） 1998。角川文庫 2001
- 『パリ五段活用 時間の迷宮都市を歩く』（中央公論社） 1998。中公文庫 2003
- 『上等舶来・ふらんすモノ語り』（文春ネスコ） 1999、改題『クロワッサンとベレー帽 ふらんすモノ語り』（中公文庫） 2007
- 『職業別パリ風俗』（白水社） 1999、新装版 2012、白水Uブックス） 2020- 読売文学賞受賞
- 『衝動買い日記』（中央公論新社） 2000。中公文庫 2004
- 『セーラー服とエッフェル塔』（文藝春秋） 2000。文春文庫 2004
- 『文学は別解で行こう』（白水社） 2001 - 初の文芸評論集
- 『人獣戯画の美術史』（ポーラ文化研究所） 2001
- 『解説屋稼業』（晶文社） 2001 - 文庫「解説」集
- 『背中の黒猫』（文藝春秋） 2001 - エッセイ集
- 『破天荒に生きる』（PHP研究所） 2002 - 近代日本の起業家たちの伝記
- 『妖人白山伯』（講談社） 2002。講談社文庫 2009 - 長編小説
- 『成功する読書日記』（文藝春秋） 2002 - 書評集
- 『フランス歳時記 生活風景12か月』（中公新書） 2002
- 『オール・アバウト・セックス』（文藝春秋） 2002。文春文庫 2005
- 『勝つための論文の書き方』（文春新書） 2003
- 『それでも古書を買いました』（白水社） 2003
- 『関係者以外立ち読み禁止』（文藝春秋） 2003
  - 改題『乳房とサルトル』（光文社知恵の森文庫） 2007
- 『平成ジャングル探検』（講談社） 2003。講談社文庫 2007
- 『悪女入門 ファム・ファタル恋愛論』（講談社現代新書） 2003
- 『情念戦争』（集英社インターナショナル） 2003
  - 改題『ナポレオン フーシェ タレーラン 情念戦争 1789 - 1815』（講談社学術文庫） 2009
- 『社長のためのマキアヴェリズム』（中央公論新社） 2003。中公文庫 2006
- 『文学的パリガイド』（日本放送出版協会） 2004。中公文庫 2009
- 『怪帝ナポレオンIII世 第二帝政全史』（講談社） 2004。講談社学術文庫 2010
- 『モモレンジャー＠秋葉原』（文藝春秋） 2005
- 『悪女の人生相談』（講談社） 2005。講談社文庫 2008
- 『60戯画 世紀末パリ人物図鑑』（中公文庫） 2005
- 『甦る昭和脇役名画館』（講談社） 2005
  - 改題『昭和怪優伝 帰ってきた昭和脇役名画館』（中公文庫） 2013
- 『パリでひとりぼっち』（講談社） 2006 - 長編小説。主人公は20世紀初頭の「日本人留学生」
- 『パリの秘密』（中央公論新社） 2006。中公文庫 2010 - 歴史エッセイ集
- 『悪党（ピカロ）が行く』（角川選書） 2007
- 『ドーダの近代史』（朝日新聞出版） 2007
  - 改題『ドーダの人、西郷隆盛』（中公文庫） 2018 - 巻末に片山杜秀との対談を収録
- 『鹿島茂の書評大全 和物篇』（毎日新聞社） 2007
- 『鹿島茂の書評大全 洋物篇』（毎日新聞社） 2007
- 『神田村通信』（清流出版） 2007
- 『SとM』（幻冬舎新書） 2008
- 『パリの異邦人』（中央公論新社） 2008。増補版 中公文庫 2011 - パリに滞在した作家たちの肖像
- 『モンマルトル風俗事典』（白水社） 2009
- 『プロジェクト鹿鳴館!』（角川oneテーマ21新書） 2009
- 『吉本隆明1968』（平凡社新書） 2009。増補・平凡社ライブラリー 2017
- 『パリの日本人』（新潮選書） 2009。中公文庫 2015 - 文庫判は「パリの昭和天皇」を増補
- 『パリ、娼婦の館』（角川学芸出版） 2010
  - 改題『パリ、娼婦の館 メゾン・クローズ』（角川ソフィア文庫） 2013
- 『「ワル姫さま」の系譜学 フランス王室を彩った女たち』（講談社） 2010
- 『パリが愛した娼婦』（角川学芸出版） 2011
  - 改題『パリ、娼婦の街 シャン=ゼリゼ』（角川ソフィア文庫） 2013
- 『渋沢栄一 I 算盤篇』、『II 論語篇』（文藝春秋） 2011。文春文庫（上・下） 2013
- 『蕩尽王、パリをゆく 薩摩治郎八伝』（新潮選書） 2011
- 『とは知らなんだ』（幻戯書房） 2012
- 『幸福の条件 新道徳論』（潮出版社） 2012
- 『「悪知恵」のすすめ ラ・フォンテーヌの寓話に学ぶ処世訓』（清流出版） 2013。PHP文庫 2020
- 『悪の引用句辞典 マキアヴェリ、シェイクスピア、吉本隆明かく語りき』（中公新書） 2013
- 『モンフォーコンの鼠』（文藝春秋） 2014 - メタフィクション
- 『進みながら強くなる - 欲望道徳論』（集英社新書） 2015
- 『アール・デコの挿絵本 ブックデザインの誕生』（東京美術） 2015
- 『大読書日記』（青土社） 2015
- 『フランス文学は役に立つ! 『赤と黒』から『異邦人』まで』（NHK出版） 2016.7
- 『ドーダの人、小林秀雄』（朝日新聞出版） 2016.7
- 『ドーダの人、森鷗外』（朝日新聞出版） 2016.9
- 『悪知恵の逆襲 毒か? 薬か? ラ・フォンテーヌの寓話』（清流出版） 2016.11
- 『聖人366日事典』（東京堂出版） 2016.12
- 『神田神保町書肆街考』（筑摩書房） 2017.2。ちくま文庫 2022.10
- 『太陽王ルイ14世 ヴェルサイユの発明者』（角川学芸出版） 2017.2
- 『失われたパリの復元 バルザックの時代の街を歩く』（新潮社） 2017.4 - 大著・図版多数
- 『エマニュエル・トッドで読み解く世界史の深層』（ベストセラーズ、ベスト新書） 2017.5
- 『最強の女 - 天才たちを虜にした5人の女神』（祥伝社） 2017.10
- 『東京時間旅行』（作品社） 2017.10 - 図版解説
- 『悪の箴言（マクシム）』（祥伝社） 2018.3
- 『カサノヴァ - 人類史上 最高にモテた男の物語』上・下（キノブックス） 2018.3
- 『明治の革新者 ロマン的魂と商業』（ベスト新書） 2018.7
- 『小林一三 日本が生んだ偉大なる経営イノベーター』（中央公論新社） 2018.12
- 『「失われた時を求めて」の完読を求めて 「スワン家の方へ」精読』（PHP研究所） 2019.8
- 『本当は偉大だった - 嫌われ者リーダー論』（集英社） 2019.12
  - 改題『嫌われ者リーダーの栄光』（日経ビジネス人文庫） 2023.2
- 『稀書探訪』（平凡社） 2022.5 - 大著・図版多数
- 『『パンセ』で極める人間学』（NHK出版新書） 2022.6
- 『思考の技術論 自分の頭で「正しく考える」』（平凡社） 2023.3
- 『書評家人生』（青土社） 2023.8
- 『パリの本屋さん』（中央公論新社） 2024.6
- 『古本屋の誕生』（草思社） 2025.2
- 『菊池寛アンド・カンパニー』（文藝春秋） 2025.6

### 共著
- 『バルザックがおもしろい』（山田登世子、藤原書店） 1999
- 『オン・セックス』（張競, 氏家幹人ほか全15名による対話集、飛鳥新社） 2001。文春文庫 2006
- 『千年紀のベスト100作品を選ぶ』（丸谷才一, 三浦雅士ほか、講談社） 2001。光文社知恵の森文庫 2007
- 『ぼくたち、Hを勉強しています』（井上章一, 原武史、朝日新聞社） 2003。朝日文庫 2006
- 『読んだ、飲んだ、論じた』（福田和也, 松原隆一郎、飛鳥新社） 2005
- 『本日の論点①』（福田和也, 松原隆一郎、飛鳥新社） 2006 - 本巻のみ刊
- 『文学全集を立ちあげる』（丸谷才一, 三浦雅士、文藝春秋） 2006。文春文庫 2010
- 『セックスレス亡国論』（斎藤珠里聞き手、朝日新書） 2009
- 『100分de名著 2012年6月度 パスカル「パンセ」』（NHK出版） 2012、改訂版 2013 - シリーズ放送テキスト
- 『カリカチュアでよむ 19世紀末フランス人物事典』（倉方健作、白水社） 2013
- 『シャルリ・エブド事件を考える』（関口涼子, 堀茂樹共編著、白水社） 2015
- 『100分de名著 2018年2月度 ユゴー「ノートル＝ダム･ド･パリ」』（NHK出版）  2018、改訂版 2019 - シリーズ放送テキスト
- 『京都、パリ　この美しくもイケズな街』（井上章一、プレジデント社） 2018
- 『世界史に学ぶコロナ時代を生きる知恵』（出口治明、文藝春秋、文春ブックレット） 2020
- 『渋沢栄一 道徳的であることが最も経済的である』[8]（文藝春秋、文春ムック） 2021
- 『この1冊、ここまで読むか!』（楠木建, 成毛眞, 出口治明, 内田樹, 磯田道史, 高橋源一郎、祥伝社） 2021
- 『多様性の時代を生きるための哲学』（東浩紀, ブレイディみかこ, 千葉雅也, 石井洋二郎, 宇野重規, ドミニク・チェン、祥伝社） 2022

### 編著・写真・図集
- 「バルビエ・コレクション」（画集の編・解説、リブロポート） 1992 - 1994
  1. 『アール・デコのファッションカレンダー〈1922－1926〉』
  2. 『ピエール・ルイス「ビリチスの歌」挿画』
  3. 『ロシアバレエダンサーのニジンスキー、カルサーヴィナを描く。』
- 『バースデイ・セイント』（飛鳥新社） 2000 - 守護聖人占い本
- 『内田魯庵』（編・解説、筑摩書房、明治の文学11） 2001
- 『ギュスターヴ・モロー　絵の具で描かれたデカダン文学』（六耀社） 2001
- 『バルザックを読む (1) 対談篇』（山田登世子共編、藤原書店） 2002
- 『バルザックを読む (2) 評論篇』（山田登世子共編、藤原書店） 2002
- 『宮家の時代　セピア色の皇族アルバム』（朝日新聞出版） 2006
- 『あの頃、あの詩を』（文春新書） 2007 - 昭和30～40年代の「国語教科書」からの選詩集
- 『ジョルジュ・バルビエ画集 - 永遠のエレガンスを求めて』（鹿島直写真、六耀社） 2008
- 『パリのパサージュ 過ぎ去った夢の痕跡』（鹿島直写真、平凡社、コロナ・ブックス） 2008。改訂（中公文庫） 2021
- 『鹿島茂が語る山田風太郎』（角川文庫） 2010 - 元はNHK・教育テレビ「私のこだわり人物伝」放送テキスト（日本放送出版協会） 2006年1月放送
- 『鹿島茂コレクション 1 グランヴィル - 19世紀フランスの幻想版画』（求龍堂） 2011
- 『鹿島茂コレクション 2 ルビエ×ラブルール アール・デコ - 色彩と線描のイラストレーション』（求龍堂） 2012
- 『鹿島茂コレクション 3 モダン・パリの装い』[9]（求龍堂） 2013
- 『19世紀パリ 時間旅行 失われた街を求めて』（青幻舎） 2017
- 『鹿島茂コレクション フランス絵本の世界』（青幻舎） 2017
- 『病膏肓に入る 鹿島茂の何でもコレクション』（生活の友社） 2017
- 『フランスのモダン・グラフィック 鹿島茂コレクション』[10]（平凡社） 2025[11]

## 翻訳
- 『映画と精神分析 想像的シニフィアン』（クリスチャン・メッツ、白水社、白水叢書） 1981、改訂単行版 2008
- 『現代SFの歴史』（ジャック・サドゥール、鈴木秀治共訳、早川書房） 1984
- 『ジャーナリズム博物誌』（バルザック、新評論） 1986
  - 改題『ジャーナリズム性悪説』（ちくま文庫） 1997
  - 再改題『ジャーナリストの生理学』（講談社学術文庫） 2014
- 『役人の生理学』（バルザック、編訳、新評論） 1987、ちくま文庫 1997、講談社学術文庫 2013
- 『においの歴史 嗅覚と社会的想像力』（アラン・コルバン、山田登世子共訳、新評論） 1988／藤原書店 1990、新装新版 2024
- 『自由・平等・清潔 入浴の社会史』（ジュリア・クセルゴン、河出書房新社） 1992
- 『タブロー・ド・パリ』（ジャン＝アンリ・マルレ画、ギョーム・ド・ベルティエ・ド・ソヴィニー解説、訳・解題、新評論） 1993 - 石版画紹介の大著
- 『王妃マルゴ』（編訳、アレクサンドル・デュマ、文藝春秋） 1994 - 映画化に併せ刊行
- 『ペール・ゴリオ』（バルザック、藤原書店、バルザック人間喜劇セレクション1） 1999
「人間喜劇セレクション」全15巻（バルザック、藤原書店、山田登世子・大矢タカヤスと責任編集） 1999 - 2002
- 『パンセ抄』（パスカル、編訳、飛鳥新社） 2012
- 『サン＝テグジュペリと星の王子さま 空に幸せをもとめて』（ビンバ・ランドマン、西村書店） 2014
- 『「青淵論叢」 道徳経済合一説』（渋沢栄一、現代語訳・解説、講談社学術文庫） 2020.12

### 監修
- 『パリ歴史事典』（アルフレッド・フィエロ、監訳、野崎歓・中条省平ほか全13名共訳、白水社 2000、普及版 2011、新装版 2025）
- 『作家の家 創作の現場を訪ねて』（フランチェスカ・プレモリ＝ドルーレ解説、エリカ・レナード写真、監訳、博多かおる共訳、西村書店） 2009 
ジャン・コクトーやヘルマン・ヘッセ他、著名な作家20名の自宅書斎を紹介
- 『フランス史』（ギヨーム・ド・ベルティエ・ド・ソヴィニー、楠瀬正浩訳、講談社選書メチエ） 2019